# Championnat d'Amérique du Sud masculin de volley-ball des moins de 21 ans
Le Championnat d'Amérique du Sud masculin de volley-ball des moins de 21 ans est une compétition réunissant les équipes nationales sud-américaines de volley-ball masculin de moins de 21 ans, organisée par la Confédération sud-américaine de volley-ball.

## Palmarès
| Année | Lieu                    | Champion  | Finaliste | Troisième | Quatrième |
| ----- | ----------------------- | --------- | --------- | --------- | --------- |
| 1972  | Rio de Janeiro          | Brésil    | Argentine | Chili     | Uruguay   |
| 1974  | Mendoza                 | Brésil    | Argentine | Paraguay  | Uruguay   |
| 1976  | La Paz                  | Brésil    | Argentine | Venezuela | Colombie  |
| 1978  | Rio de Janeiro          | Brésil    | Argentine | Pérou     | Uruguay   |
| 1980  | Santiago du Chili       | Argentine | Brésil    | Chili     | Venezuela |
| 1982  | Santa Fé                | Argentine | Brésil    | Chili     | Colombie  |
| 1984  | Bucaramanga             | Brésil    | Argentine | Chili     | Chili     |
| 1986  | São Paulo               | Brésil    | Argentine | Venezuela | Paraguay  |
| 1988  | Caracas                 | Brésil    | Argentine | Venezuela | Colombie  |
| 1990  | Catamarca               | Brésil    | Argentine | Venezuela | Pérou     |
| 1992  | Guayaquil               | Brésil    | Argentine | Venezuela | Colombie  |
| 1994  | Lima                    | Brésil    | Venezuela | Argentine | Pérou     |
| 1996  | Cali                    | Brésil    | Venezuela | Argentine | Colombie  |
| 1998  | Santiago du Chili       | Brésil    | Venezuela | Colombie  | Argentine |
| 2000  | Maracaibo               | Venezuela | Brésil    | Argentine | Colombie  |
| 2002  | Poços de Caldas         | Brésil    | Venezuela | Argentine | Chili     |
| 2004  | Santiago du Chili       | Brésil    | Argentine | Venezuela | Chili     |
| 2006  | Manaus                  | Brésil    | Argentine | Venezuela | Chili     |
| 2008  | Poços de Caldas         | Argentine | Brésil    | Venezuela | Chili     |
| 2010  | Santiago du Chili       | Brésil    | Argentine | Venezuela | Chili     |
| 2012  | Saquarema               | Brésil    | Argentine | Venezuela | Chili     |
| 2014  | Saquarema               | Brésil    | Argentine | Chili     | Colombie  |
| 2016  | San Carlos de Bariloche | Argentine | Brésil    | Colombie  | Chili     |
| 2018  | San Carlos de Bariloche | Brésil    | Argentine | Chili     | Colombie  |
| 2022  | Tacna                   | Brésil    | Argentine | Chili     | Pérou     |
| 2024  | Lima                    | Brésil    | Colombie  | Argentine | Pérou     |

## Tableau des médailles
| Rang | Pays      | Médaille d'or | Médaille d'argent | Médaille de bronze | Total |
| 1    | Brésil    | 21            | 5                 | 0                  | 26    |
| 2    | Argentine | 4             | 16                | 5                  | 25    |
| 3    | Venezuela | 1             | 4                 | 10                 | 15    |
| 4    | Colombie  | 0             | 1                 | 2                  | 3     |
| 5    | Chili     | 0             | 0                 | 7                  | 7     |
| 6    | Paraguay  | 0             | 0                 | 1                  | 1     |
| 6    | Pérou     | 0             | 0                 | 1                  | 1     |